# 克列緬卡 (埃米利奇涅區)
50°39′49″N 28°3′5″E / 50.66361°N 28.05139°E
克列緬卡（烏克蘭語：Крем'янка），是烏克蘭北部的村莊，隸屬日托米爾州的茲維亞赫爾區。該村面積0.87平方公里，海拔高度210米，2001年人口140，人口密度每平方公里160.92人。